# USS Congress (FFG-63)
La USS Congress (FFG-63) será la segunda fragata de la clase Constellation de la Armada de los Estados Unidos.

## Construcción
Esta fragata es parte de la nueva clase de fragatas Constellation. Su construcción está a cargo de Fincantieri Marinette Marine de Marinette, Wisconsin.
El nombre USS Congress, en honor a una de las seis fragatas construidas por el Naval Act de 1794, fue anunciado en diciembre de 2020 por el secretario de la Marina Kenneth Braithwaite. Será la séptima nave en portar este nombre.